# Apeadeiro de Carreço

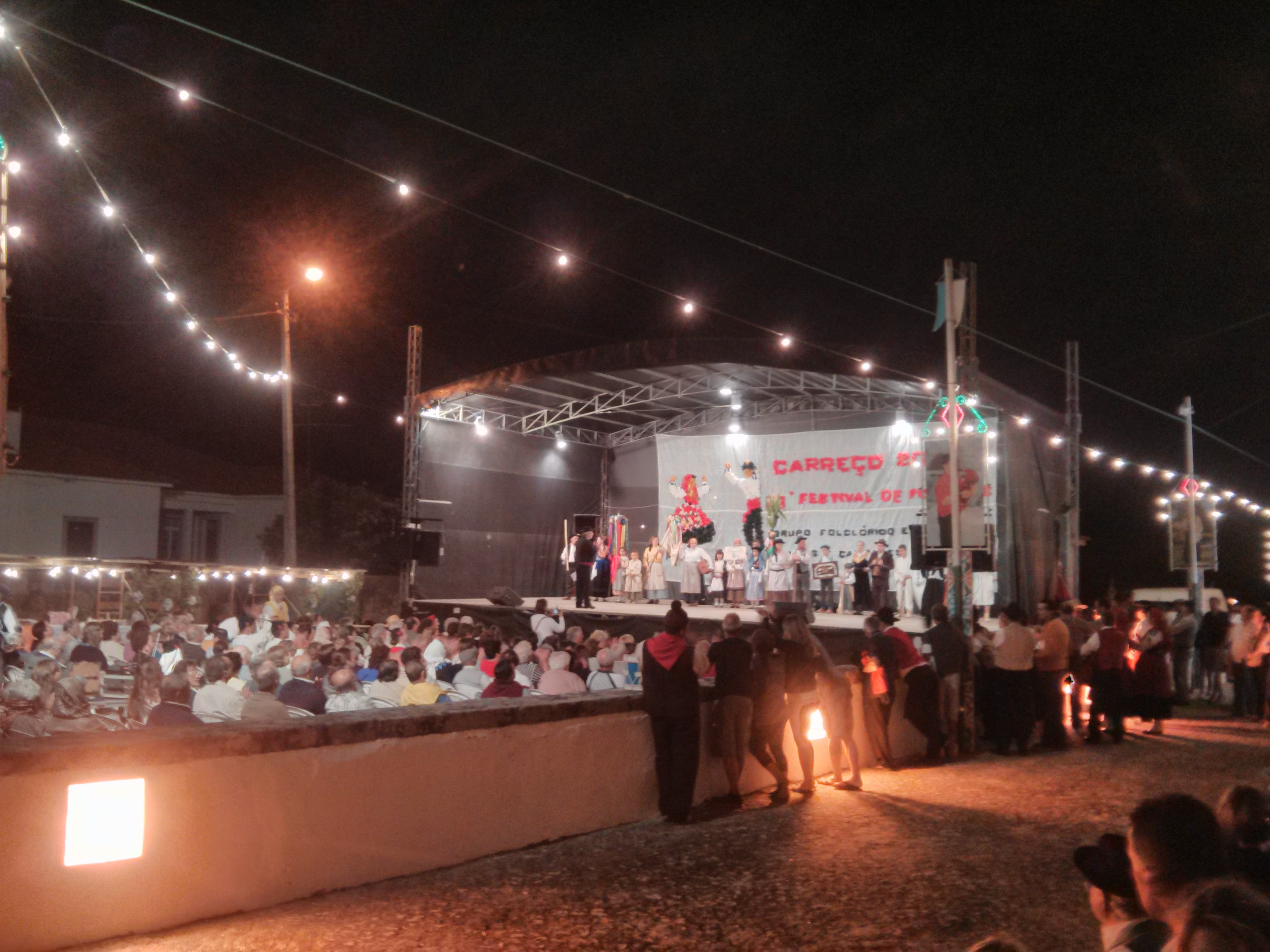
Adro da igreja local, contíguo à via férrea a sul do Apeadeiro de Carreço.

O Apeadeiro de Carreço, originalmente denominado de Montedor, é uma gare da Linha do Minho, que serve a localidade de Carreço, no Distrito de Viana do Castelo, em Portugal. 

## Descrição

### Infraestrutura
O edifício de passageiros situa-se do lado poente da via (lado esquerdo do sentido ascendente, a Monção).

### Serviços
Em dados de 2022, esta interface é servida por comboios de passageiros da C.P. de tipo regional ligando com cinco circulações diárias em cada sentido ligando Nine a Valença.

## História
Este apeadeiro integra-se no troço da Linha do Minho entre as Estações de Darque e Caminha, que foi aberto no dia 1 de Julho de 1878. Em Junho de 1913, esta interface era conhecida como Montedor, e possuía a categoria de estação. No XVII Concurso das Estações Floridas, em 1959, a estação, que ainda possuía o nome de Montedor, recebeu uma menção honrosa. Em 1985, esta interface era já oficialmente identificada como apeadeiro de Carreço. Em 2021, após obras de reparação e eletrificação, começaram a circular neste troço (Viana-Valença) comboios elétricos.